# Callionymus futuna
Callionymus futuna là một loài cá biển thuộc chi Callionymus trong họ Cá đàn lia. Loài này được mô tả lần đầu tiên vào năm 1998.

## Danh pháp khoa học
C. futuna được đặt theo tên của nơi đầu tiên tìm thấy chúng, đảo Futuna.

## Phân bố và môi trường sống
C. futuna có phạm vi phân bố ở Tây Thái Bình Dương. Loài này chỉ được biết đến duy nhất tại đảo Futuna. C. futuna sống trên đáy cát, được tìm thấy ở độ sâu khoảng 224 đến 240 m.

## Mô tả
Chiều dài tối đa được ghi nhận ở C. futuna là khoảng 8 cm. C. futuna là loài dị hình giới tính: gai vây lưng thứ nhất của cá đực vươn cao hơn so với cá mái, và màu sắc của cá đực có phần nổi bật hơn cá mái. Màu sắc của các mẫu tiêu bản (cá đực và cá mái) được bảo quản trong rượu: Đầu và thân có màu nâu vàng; bụng trắng. Hai bên thân (ở phía dưới đường bên) có một hàng đốm màu nâu sẫm. Lưng có nhiều đốm màu nâu sẫm và các chấm trắng. Đốm đen ở gốc vây ngực. Vây lưng thứ nhất trong mờ, có đốm đen. Vây lưng thứ hai màu trắng nhạt, có viền đen. Vây hậu môn trong mờ, có dải viền đen. Vây đuôi có các chấm màu nâu với vệt đen ở rìa dưới. Vây ngực trong suốt. Vây bụng trắng nhạt.
Số gai ở vây lưng: 4; Số tia vây mềm ở vây lưng: 9; Số gai ở vây hậu môn: 0; Số tia vây mềm ở vây hậu môn: 8; Số tia vây mềm ở vây ngực: 20 - 22; Số gai ở vây bụng: 1; Số tia vây mềm ở vây bụng: 5.